# Коппал
Коппал (англ. Koppal) — город в индийском штате Карнатака. Административный центр округа Коппал. Средняя высота над уровнем моря — 530 метров. По данным всеиндийской переписи 2001 года, в городе проживало 56 145 человек, из которых мужчины составляли 51 %, женщины — соответственно 49 %. Уровень грамотности взрослого населения составлял 61 % (при общеиндийском показателе 59,5 %). Уровень грамотности среди мужчин составлял 69 %, среди женщин — 54 %. 14 % населения было моложе 6 лет.